# Северный тропик

Положение тропика Рака на карте мира

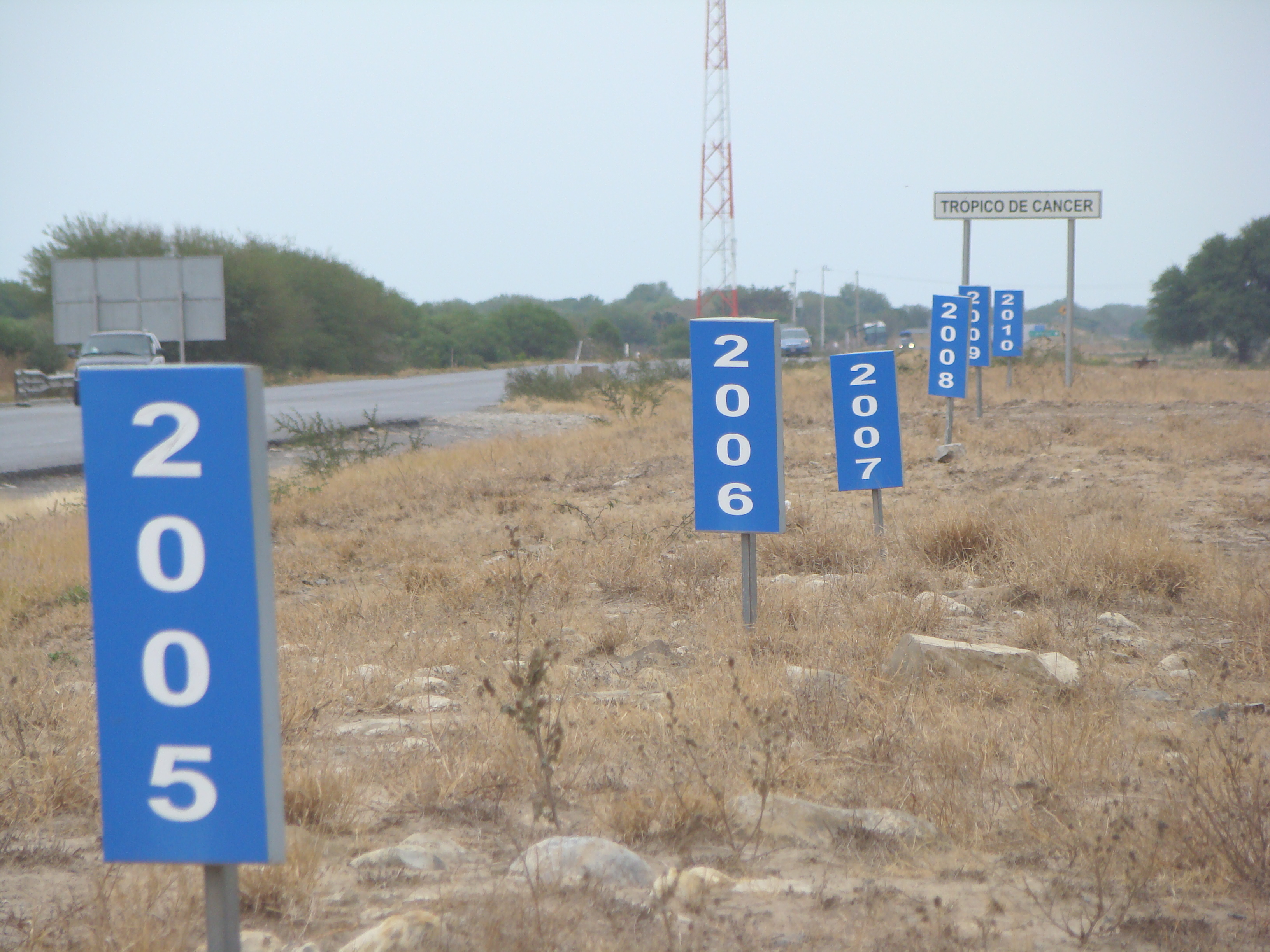
Положение Северного тропика в различные годы, обозначенное у шоссе в штате Тамаулипас, Мексика

Се́верный тро́пик, или тро́пик Ра́ка, — самая северная широта, на которой Солнце в полдень может подняться в зенит. Это происходит в момент летнего солнцестояния, когда угол падения солнечных лучей на поверхность Северного полушария, меняющийся в течение года из-за обращения наклоненной оси Земли вокруг Солнца, является максимальным. Северный тропик является одной из пяти основных параллелей, отмечаемых на картах Земли. В настоящее время расположена на 23°26′16″ к северу от экватора. 
Южный эквивалент тропика Рака — тропик Козерога. Область, лежащая к северу от тропика Рака, имеет субтропический и умеренный климат. Область, заключённая между тропиком Рака и тропиком Козерога, называется тропиками.
В настоящее время наклон земной оси постепенно уменьшается, и тропик Рака медленно смещается к экватору.
Название тропика Рака произошло от созвездия Рака, в которое 2 тысячи лет назад «входило» Солнце в момент летнего солнцестояния. Однако из-за процесса предварения равноденствий в настоящее время в этот период Солнце находится в созвездии Близнецов. Слово «тропик» (произошло от греч. τροπή — поворот) описывает процесс «разворота» движения Солнца в солнцестояние.
Положение тропика Рака не является фиксированным, поскольку по определению зависит от наклона оси вращения планеты относительно Солнца. Вследствие нутации, а также других циклов с разными периодами, положение тропиков постепенно меняется.

## География

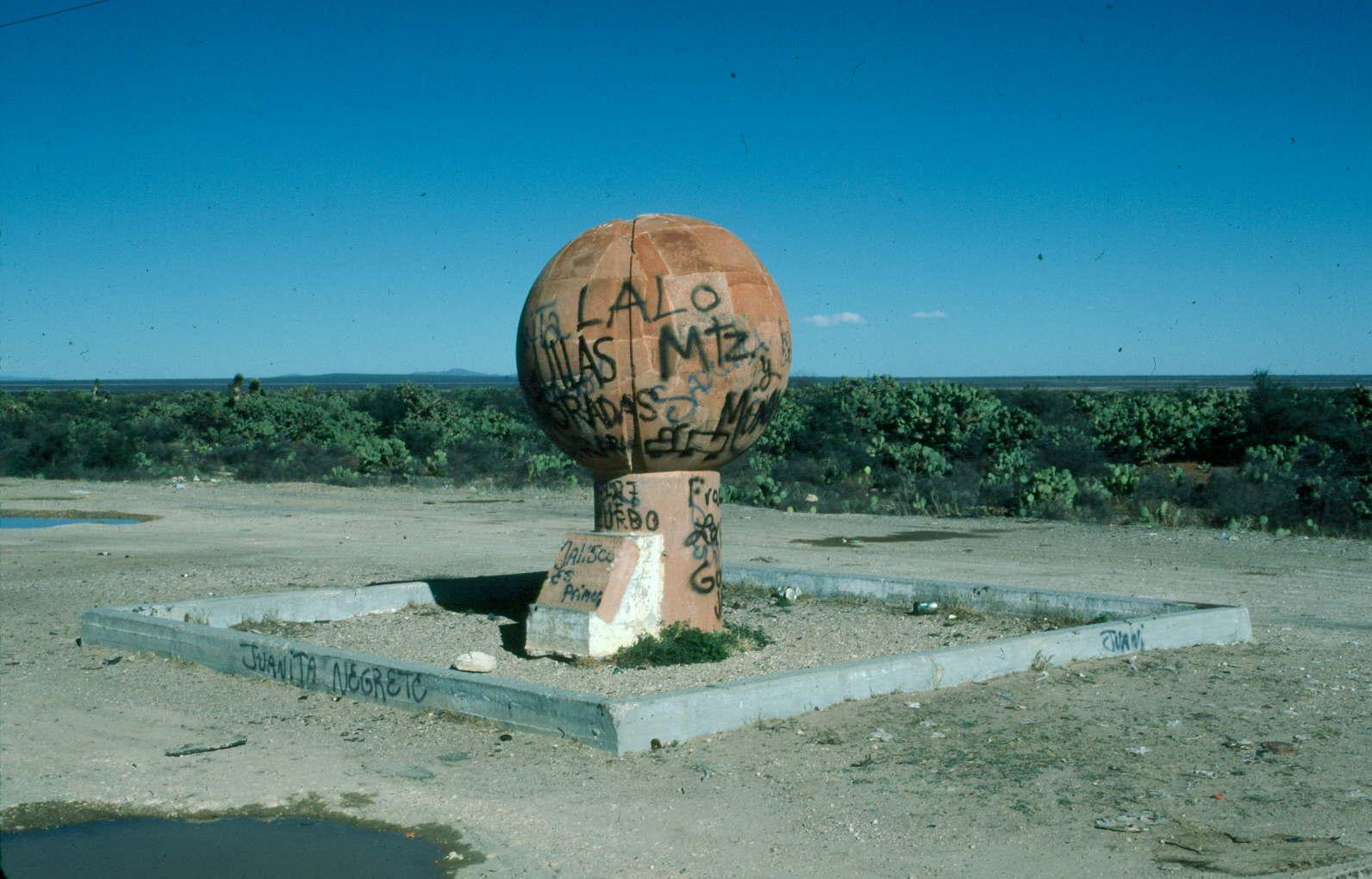
Монумент, отмечающий тропик Рака в северо-восточной части мексиканского штата Сакатекас

При движении от Гринвичского меридиана на восток тропик Рака проходит через:
| Страна, территория или море | Примечания                                            |
| --------------------------- | ----------------------------------------------------- |
| Алжир                       |                                                       |
| Нигер                       |                                                       |
| Ливия                       | Тропик касается северной конечности государства Чад   |
| Египет                      | Береника                                              |
| Красное море                |                                                       |
| Саудовская Аравия           | Медина                                                |
| ОАЭ                         | Только эмират Абу-Даби                                |
| Оман                        | Маскат                                                |
| Индийский океан             | Аравийское море                                       |
| Индия                       | Бхопал, Нагпур, Асансол, Ахмадабад                    |
| Бангладеш                   | Дакка                                                 |
| Индия                       |                                                       |
| Бангладеш                   |                                                       |
| Индия                       |                                                       |
| Мьянма                      |                                                       |
| Китай                       | Лючжоу, Шаньтоу (Сватоу), Гуанчжоу                    |
| Тайваньский пролив          |                                                       |
| Китайская Республика        | Тайвань, территориальные притязания Китай             |
| Тихий океан                 | Проходит между островами Нихоа и Некер ( Гавайи, США) |
| Мексика                     | Нижняя Калифорния                                     |
| Калифорнийский залив        |                                                       |
| Мексика                     |                                                       |
| Мексиканский залив          |                                                       |
| Флоридский пролив           |                                                       |
| Багамские Острова           | Острова Экзума и Лонг-айленд                          |
| Атлантический океан         |                                                       |
| Западная Сахара             | Территориальные притязания Марокко                    |
| Мавритания                  |                                                       |
| Мали                        |                                                       |
| Алжир                       |                                                       |

Города, расположенные на широте Северного тропика:
1. Асуан, Египет
2. Асансол, Индия
3. Дакка, Бангладеш
4. Карачи, Пакистан
5. Гуанчжоу, Китай
6. Маскат, Оман
7. Бхопал, Индия
8. Лючжоу, Китай
9. Ахмадабад, Индия
10. Медина, Саудовская Аравия
11. Шаньтоу (Сватоу), Китай.

Города Мекка, Нагпур, Гонконг расположены чуть южнее тропика Рака, Абу-Даби, Варанаси, Дубай — немногим севернее.

## Кругосветные путешествия
В соответствии с правилами Международной авиационной федерации, для установления рекорда скорости в кругосветном перелёте самолёт должен максимально быстро пролететь не меньше длины тропика Рака, пересечь все меридианы и приземлиться на том же аэродроме, с которого вылетел. Эта длина определена с высокой точностью и составляет 36787,559 км.
Для обычных кругосветных путешествий дистанция, указанная в правилах, округлена до 37 тысяч км.